# آدم براون (لاعب اتحاد الرغبي)
آدم براون (بالإنجليزية: Adam Brown)‏ هو لاعب اتحاد الرغبي بريطاني، ولد في 25 سبتمبر 1987 في نيوبورت في المملكة المتحدة.